# Α1-Mikroglobulin
α1-Mikroglobulin ist ein niedermolekulares Glykoprotein, das bei der Identifikation von Funktionsstörungen der Nierenkanälchen (sogenannte Tubulopathien) eine Rolle spielt. Es wird auch als Protein HC bezeichnet.

## Eigenschaften
Das Protein wird vorwiegend in der Leber synthetisiert. Die Funktion des Proteins besteht u. a. in der Bindung und dem Abbau der Häm-Komponente des Hämoglobins. Bei einer Schädigung der Tubuli wird α1-Mikroglobulin vermehrt in den Urin ausgeschieden, die Schädigung wird dadurch nachweisbar. Aufgrund der niedrigen Molekülgröße von 33.000 Dalton, wird das Protein in den Glomerula nicht zurückgehalten, sondern in den Primärharn ausgeschieden.

## Biomarker
Bei einer Schädigung der Tubuli kann das Protein nicht ausreichend rückresorbiert werden, so dass es vermehrt in den Urin ausgeschieden wird. Auf einem davon unabhängigen Weg kann es auch bei einer glomerulären Schädigung zu einer vermehrten Ausscheidung kommen. Denn bei einer Verminderung der glomerulären Filtration steigt die Konzentration von α1-Mikroglobulin im Serum an. Hierdurch wird das Protein in den Restnephronen vermehrt ausgeschieden, so dass die Resorptionskapazität der Tubuli überschritten wird und es so zu einer Überlauf-Proteinurie kommt. Die Urinkonzentration von α1-Mikroglobulin ist daher ein Biomarker der Nierenfunktion. Die Urinkonzentration von α1-Mikroglobulin wird als Marker zur Erkennung von tubulären Schädigungen der Niere verwendet. Genauso wie das β2-Mikroglobulin spielt es eine Rolle zur Differentialdiagnose der Proteinurie.
Alle Erkrankungen, die zu einer Dysfunktion der Nierentubuli führen, können mit einer Erhöhung der α1-Mikroglobulin-Ausscheidung einhergehen. Dazu gehören die Entzündungen im Bereich der Tubuli, wie sie bei den interstitiellen Nephritiden oder der akuten Pyelonephritis vorkommen. Daneben führen toxische Schädigungen der Nieren, wie sie z. B. nach der Gabe von Analgetika, Zytostatika oder Aminoglykosiden vorkommen können, über die Tubulusschädigung zu einer Erhöhung von α1-Mikroglobulin im Urin.